# 加勒比海鼠鱈
加勒比海鼠鱈，為輻鰭魚綱鱈形目鼠尾鱈科的其中一種，分布於大西洋摩洛哥、加勒比海海域，屬深海底棲性魚類，深度550-1105公尺，體長可達18.5公分，棲息在底層水域，生活習性不明。

## 扩展阅读
維基物種上的相關：加勒比海鼠鱈